# Афричка хиднора
Афричка хиднора (лат. Hydnora africana) је ахлорофилна биљка из породице Hydnoraceae, пореклом из јужне Африке. Она паразитира на коренима чланова породице Euphorbiaceae.

## Етимологија
Име рода потиче из грчке речи хиднон, што значи „тартуф”, а специфични епитет афричка упућује на њено порекло. Такође се зове шакалска храна.

## Опис
Биљка расте под земљом, изузев меснатог цвета који се појављује изнад тла и емитује мирис фекалија како би привукао своје природне опрашиваче, балегаре и јеленце. Цвеће делује као привремена замка, задржавајући довољно дуго инсекте које улазе да би покупили полен.
Ове биљке немају хлорофил и не врше фотосинтезу. Хранљиве материје добијају у потпуности из биљке домаћина, као што је врста Euphorbiaceae. Афричка хиднора има ензим који јој омогућује да раствори неке корене својих домаћина како би се закачила за њих. Афричка хиднора се везује за корене домаћина и узима неке од хранљивих састојака које оне производе фотосинтезом. Има меснатни бресквасто-наранџасти цвет који излази из земље након великих падавина. Инсекти који опрашују цвеће чине то тако што се закопавају у чашице цветова кроз јака влакна која заједно држе чашице. Након што су инсекти били у цвећу неколико дана, цвет се појављује и отвара латице ослобађајући на тај начин инсекте како би расипали полен другим цветовима у тој области.

## Воће
Афричка хиднора производи плод који расте под земљом, којем је потребно до две године да потпуно сазри. Плод је сличан по укусу и текстури кромпиру. Свако воће производи око двадесет хиљада семена. Плодови могу бити пречника око осам центиметара. Животиње које у исхрани користе ово воће укључују птице, мање животиње, шакале и кртице.

## Мирис
Афричка хиднора има јак и непријатан мирис. Овај мирис створен је из осмофора, што је бело спужвасто подручје на унутрашњој површини које на крају мења боју у сиво. Осмофоре су прво називали „мамцима” од стране Хармеса, а Бургер је закључио да мирис потиче од диметил-дисулфида и диметил-трисулфида. Ови мириси се такође налазе у аруму мртвих коња, Helicodiceros muscivorus.

## Репродукција
Семена из афричке хидноре враћена су у Сједињене Државе из Африке и засађена у саксијама заједно са биљком Euphorbiaceae. Цвет афричке хидноре се први пут појавио пет и по година након иницијалне сетве.